# Juegos Suramericanos de 2026

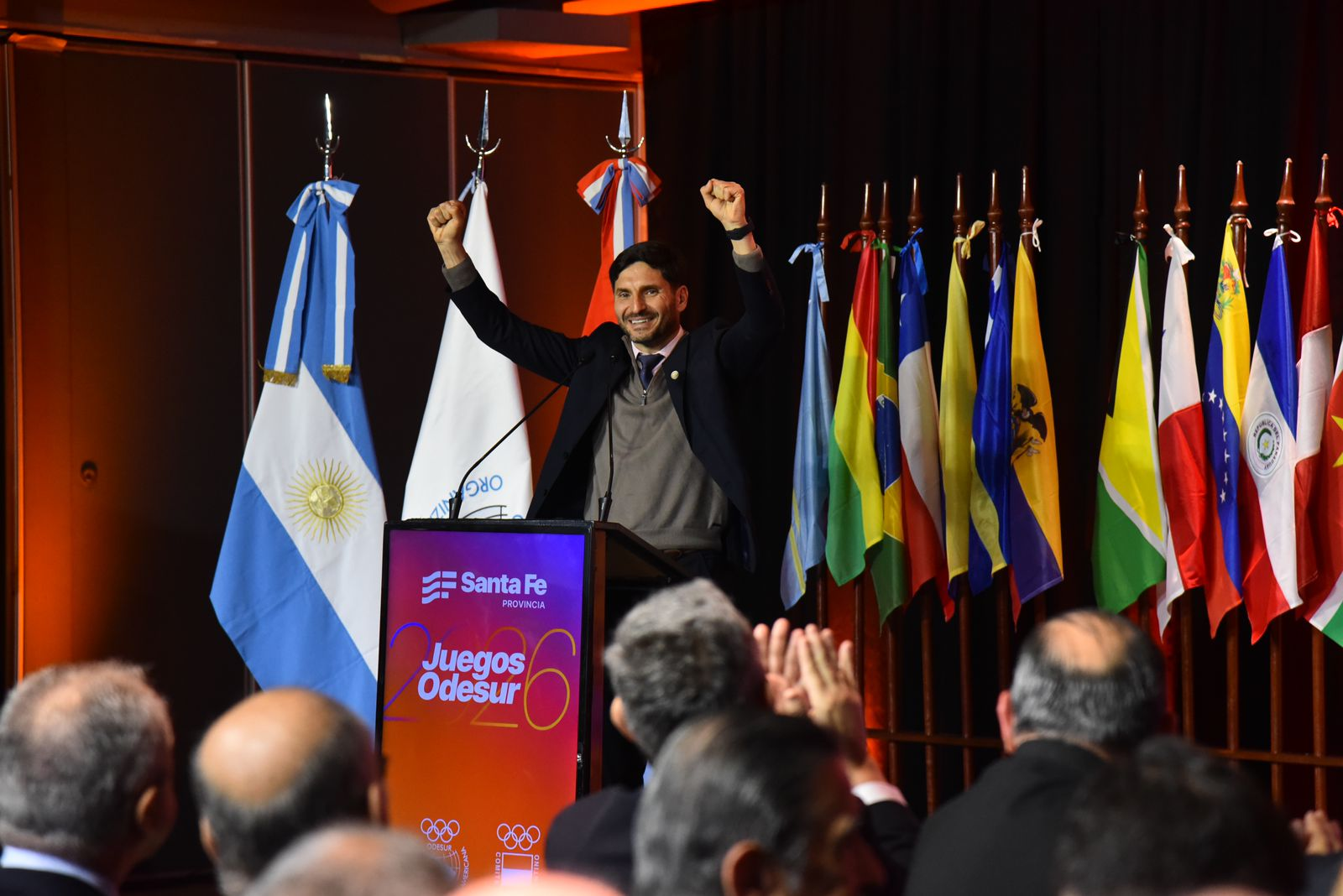
El gobernador de la Provincia de Santa Fe, Maximiliano Pullaro, presenta el plan de infraestructura de los Juegos Suramericanos 2026.

Los XIII Juegos Suramericanos (en portugués: XIII Jogos Sul-Americanos) se realizarán en la provincia de Santa Fe, Argentina, en las ciudades de Rosario, Santa Fe y Rafaela, entre el 12 y el 26 de septiembre de 2026. Se trata de la segunda vez que ODESUR designa a varias ciudades como sedes de un Juego Suramericano y no a una única ciudad sede principal como es habitual (la anterior había sido en 2002)

## Elección de la sede
Luego de la presentación de las autoridades gubernamentales santafesinas y el informe de la Comisión de Evaluación de la ODESUR, en la XXXV Asamblea General Ordinaria de la ODESUR realizada el 25 de marzo de 2023 en ciudad de Buenos Aires, fue elegida sede de los XIII Juegos Suramericanos la provincia de Santa Fe por unanimidad por los 15 países miembros. La provincia ha acogido recientemente eventos deportivos como los Juegos Suramericanos de Playa de 2019 y los Juegos Suramericanos de la Juventud de 2022, además de los Juegos Suramericanos de 1982.
Además, será sede de los primeros Juegos Argentinos de Alto Rendimiento a celebrarse en 2025.

## Participantes
Se espera la participación de más de 7000 atletas de los 15 países sudamericanos: Argentina, Aruba, Bolivia, Brasil, Chile, Colombia, Curazao, Ecuador, Guyana, Paraguay, Panamá, Perú, Surinam, Uruguay y Venezuela. Muchas de las disciplinas serán clasificatorias a los Juegos Panamericanos de 2027.

## Deportes
Las disciplinas deportivas propuestas son más de 50 las cuales son acuáticos, aguas abiertas, atletismo, balonmano, baloncesto, bádminton, básquet 3×3, béisbol, boxeo, canotaje, ciclismo, esgrima, esquí náutico, fisicoculturismo, fútbol, fútbol playa, futsal, hockey césped, ecuestre, e-sport, gimnasia, lucha, judo, karate, pesas, patinaje, pádel, pentatlón, rugby, remo, squash, softbol, taekwondo, tenis, tiro deportivo, tiro con arco, triatlón, vela, voley playa, y voleibol.

## Sedes e instalaciones deportivas
Varios deportes se desarrollaran en parque de la Independencia, Rosario.